# Ley de Seguridad del Estado (Uruguay)
La Ley de Seguridad del Estado y del Orden Interno, también conocida como Ley de Seguridad Nacional o Ley N° 14068, fue una ley uruguaya promulgada el 10 de julio de 1972.
La misma reemplazó la declaración del "estado de guerra interno" que había sido proclamado el 15 de abril de 1972, mediante el cual quedaban suspendidas temporalmente ciertas garantías constitucionales.
| Nº de ley | Fecha de promulgación | Asunto                                                                                                |
| --------- | --------------------- | --- |
| 14099     | 22-12-1972            | CODIGO ORGANIZACION TRIBUNALES MILITARES. DISPOSICIONES. MODIFICACION                                 |
| 14189     | 30-04-1974            | RENDICION CUENTAS Y BALANCE EJECUCION PRESUPUESTAL (1971 - 1972). APROBACION.                         |
| 14203     | 30-05-1974            | FUERZAS ARMADAS. PROCEDIMIENTO PENAL MILITAR.TRIBUNALES MILITARES. ORGANIZACION. CODIGO. MODIFICACION |
| 14319     | 26-12-1974            | JUEGOS AZAR. BOLETOS CARRERAS CABALLOS Y JUEGO QUINIELAS. PENAS. ESTABLECIMIENTO.                     |
| 14373     | 13-05-1975            | ORGANIZACIONES SUBVERSIVAS O INTEGRANTES. BIENES. INCAUTACION PROVISORIA. MDN. AUTORIZACION.          |
| 14493     | 29-12-1975            | DELITOS. ENJUICIAMIENTO Y CASTIGO. JURISDICCION MILITAR. COMETIDOS PRIVATIVOS. DESIGNACION.           |
| 14670     | 23-06-1977            | RADIODIFUSION. SERVICIOS CONSIDERADOS INTERES PUBLICO. REGLAMENTACION.                                |
| 14734     | 28-11-1977            | PROCEDIMIENTO PENAL. CONCESION DE GRACIA Y SOBRESEIMIENTO DE CAUSAS.                                  |
| 15672     | 09-11-1984            | LEY DE PRENSA. DEROGACION LEY 9.480 Y SUS MODIFICATIVAS.                                              |
| 15737     | 08-03-1985            | AMNISTIA DELITOS. REGIMEN.                                                                            |
| 16893     | 16-12-1997            | CODIGO PROCESO PENAL.APROBACION.                                                                      |